# Alessandro Nesta
Alessandro Nesta (sinh ngày 19 tháng 3 năm 1976 tại Roma, Ý) là cưụ cầu thủ bóng đá người Ý, và hiện là huấn luyện viên của câu lạc bộ Monza hiện đang thi đấu tại Serie A.
Nesta được nhiều người công nhận là trung vệ xuất sắc nhất trong thế hệ của anh và là một trong những hậu vệ xuất sắc mọi thời đại với 4 lần được bình chọn là hậu vệ xuất sắc nhất Serie A và 4 lần được bình chọn vào đội hình tiêu biểu trong năm của bóng đá châu Âu. Năm 2004 trong dịp kỉ niệm 100 năm thành lập FIFA, Nesta được Pelé bình chọn vào danh sách FIFA 100 bao gồm 125 cầu thủ bóng đá vĩ đại nhất còn sống.

## Sự nghiệp tại câu lạc bộ

### S.S. Lazio
Từ nhỏ Nesta đã thể hiện được khả chơi bóng của mình, anh đã từng được Rocca (HLV U17 Ý, đồng thời là người săn lùng tài năng trẻ của A.S. Roma lúc đó) phát hiện, nhưng cha của anh -1 fan của Lazio- đã không đồng ý cho con của mình gia nhập đội bóng kình địch.
Năm 1985, Nesta gia nhập học viện bóng đá Lazio, trong khoảng thời gian này anh được thử nghiệm ở nhiều vị trí như: tiền đạo, tiền vệ, nhưng cuối cùng anh lại trở thành một trung vệ, đó có thể là một điều may mắn cho bóng đá thế giới, nếu không chúng ta chúng ta sẽ không biết đến anh, một trong những trung vệ hay nhất thế giới.
Năm 1993, Nesta được đôn lên đội hình 1 của Lazio. Với lối đá chắc chắn, kèm người chặt chẽ, truy cản bóng thông minh, Nesta là chỗ dựa vững chắc cho mọi hàng thủ của mọi đội bóng, từ năm 1997 trở đi anh là một thành viên không thể thiếu của Lazio, và là một trụ cột của đội bóng này khi giúp họ đăng quang Coppa Italia sau khi đánh bại Milan trong trận chung kết (trong trân này Nesta đã đóng góp 1 bàn thắng), năm 1998 lại đoạt Coppa Italia rồi Supercoppa Italiana. Trong hai năm liên tiếp la 1999 và 2000, cùng với các đồng đội của mình như Pavel Nedvěd, Dejan Stanković, Diego Simeone, Roberto Mancini, Juan Sebastián Verón, Siniša Mihajlović, Simone Inzaghi, anh đã giúp Lazio viết lên một trong những trang sử hào hùng của CLB khi liên tục đoạt được những danh hiệu cao quý: UEFA European Super Cup (1999), Scudetto, Coppa Italia, Supercoppa Italiana (2000).

### A.C. Milan
Năm 2002, sau những gì đã thể hiện được với Lazio, Nesta đã được đưa về sân San Siro, và không phụ lòng mong đợi của các Milanista, Nesta cùng với Maldini, Jaap Stam, Costacurta tạo thành một hàng hậu vệ hay nhất Châu Âu và giúp Milan giành được: Coppa Italia, Champions League, European Super Cup (2003), Scudetto (2004) và vô địch Champions League năm 2007.

## Sự nghiệp ở đội tuyển
Năm 1996 anh là thành viên của đội U-21 Italia đã đánh bại Tây Ban Nha để trở thành nhà vô địch European Under-21 Championship và ẵm luôn danh hiệu hậu vệ xuất sắc nhất ở giải này. Cũng trong năm này anh được khoác áo đội tuyển Italia lần đầu tiên trong trận gặp Moldova vào ngày 5/10.
Năm 2006 Nesta cùng với đội tuyển Italia đoạt chức vô địch thế giới World Cup tuy rằng anh bị chấn thương ngay từ những loạt trận đầu tiên của giải.

## Sự nghiệp huấn luyện

### Miami
Ngày 1 tháng 9 năm 2015, Nesta bắt đầu sự nghiệp huấn luyện sau khi được bổ nhiệm vào vị trí huấn luyện viên trưởng câu lạc bộ Miami FC,

## Phong cách thi đấu
Nesta là mẫu hậu vệ toàn diện và thi đấu nổi bật với tầm ảnh hưởng lớn ở cả câu lạc bộ và đội tuyển quốc gia, anh được đông đảo các chuyên gia nhìn nhận như một trong những hậu vệ xuất sắc nhất không chỉ trong thế hệ của mình mà còn trong mọi thời đại . Sở hữu thể hình to lớn và sức mạnh nổi bật, lối chơi của Nesta không chỉ thiên về sức mạnh mà còn cực kỳ thông minh với kỹ năng xử lý bóng, nhãn quan và khả năng chuyền bóng xuất sắc đối với một hậu vệ . Lối chơi đậm chất kỹ thuật cùng khả năng phòng ngự tuyệt hảo giúp Nesta có thể chơi ở mọi vị trí trong hàng phòng ngự, bên cạnh vị trí trung vệ sở trường, như hậu vệ quét hay hậu vệ cánh . Khả năng không chiến của Nesta cũng rất xuất sắc, bên cạnh đó anh còn sở hữu tốc độ hiếm thấy đối với một trung vệ.
Bên cạnh sức mạnh và kỹ thuật cá nhân, Nesta cũng sở hữu khả năng chọn vị trí và đọc trận đấu rất tốt, giúp anh trở nên cực kỳ xuất sắc trong việc kèm người và phán đoán, ngăn chặn trước những tình huống tấn công của đối phương. Khả năng chuồi bóng chính xác của Nesta đã trở thành một thương hiệu của cầu thủ này . Mặc dù rất tài năng nhưng rất nhiều những chấn thương liên tục cản bước Nesta trong sự nghiệp, tiêu biểu là trong màu áo đội tuyển quốc gia khi anh liên tục gặp chấn thương tại vòng knock-out của cả ba vòng chung kết World Cup mà anh tham dự.

## Đời tư
Ngày 7 tháng 5 năm 2007, Nesta kết hôn với vị hôn thê Gabriela Pagnozzi trong một lễ cưới được tổ chức tại Milan. Gabriela từng làm việc tại Casa Italia, nơi đóng quân của đội tuyển Ý tại vòng chung kết World Cup 1998, hai người gặp nhau lần đầu sau khi Nesta bị chấn thương trong trận gặp đội tuyển Áo. "Tại Pháp tôi đã gặp chấn thương và cô ấy, chấn thương thì rời đi nhưng cô ấy thì ở lại với tôi mãi mãi", Nesta nói về cuộc gặp gỡ định mệnh với vợ mình. Hai người có con gái đầu lòng Sofia năm 2006 và con trai Tommaso năm 2008.

## Danh hiệu

### Câu lạc bộ
Lazio
- Serie A (1): 1999–2000
- Coppa Italia (2): 1997–98, 1999–2000
- Supercoppa Italiana (1): 2000
- UEFA Cup Winners' Cup (1): 1998–99
- UEFA Super Cup (1): 1999

Milan
- Serie A (2): 2004, 2011
- Coppa Italia (1): 2002–03
- Supercoppa Italiana (2): 2004, 2011
- UEFA Champions League (2): 2002–03, 2006–07
- UEFA Super Cup (2): 2003, 2007
- FIFA Club World Cup (1): 2007

Montreal Impact
- Canadian Championship (1): 2013

### Quốc tế
Đội tuyển Bóng đá Quốc gia Ý
- FIFA World Cup (1): 2006